# Bovin virusdiarré
Bovin virusdiarré (BVD) är en virussjukdom som angriper nötkreatur. Sjukdomen orsakas av ett virus från familjen Flaviviridae. Det pågår arbete i många länder för att utrota sjukdomen.